# Erythrura psittacea
El diamante lorito (Erythrura psittacea)
 es una especie de ave paseriforme de la familia Estrildidae nativa de Nueva Caledonia. Habita en bosques húmedos y matorrales.